# Campionati del mondo di atletica leggera 2009 - 10000 metri piani femminili
La competizione si è svolta su turno unico, la sera del 15 agosto 2009.

## Record
Prima di questa competizione,i vari record erano i seguenti:
| Record del Mondo     | Wang Junxia              | 29:31.78 | Pechino   | 8/9/1993       |
| Record Campionati    | Berhane Adere Debala     | 30:04.18 | Parigi    | 23/8/2003      |
| World Leading        | Meselech Melkamu         | 29:53.80 | Utrecht   | 14 June 2009   |
| Record Africano      | Meselech Melkamu         | 29:53.80 | Utrecht   | 14 June 2009   |
| Record Asiatico      | Wang Junxia (CHN)        | 29:31.78 | Pechino   | 8/9/1993       |
| Record Nordamericano | Shalane Flanagan (USA)   | 30:22.22 | Pechino   | 15/8/2008      |
| Record Sudamericano  | Carmem de Oliveira (BRA) | 31:47.76 | Stoccarda | 21 August 1993 |
| Record Europeo       | Elvan Abeylegesse (TUR)  | 29:56.34 | Pechino   | 15 August 2008 |
| Record Oceanico      | Kim Smith                | 30:35.54 | Palo Alto | 4 May 2008     |

## Finale
Sabato 15 agosto, ore 19:25 CEST.
| #       | Atleta                  | Paese         | Tempo    |
| ------- | ----------------------- | ------------- | -------- |
| Oro     | Linet Chepkwemoi Masai  | Kenya         | 30'51"24 |
| Argento | Meselech Melkamu        | Etiopia       | 30'51"34 |
| Bronzo  | Wude Ayalew             | Etiopia       | 30'51"95 |
| 4       | Grace Kwamboka Momanyi  | Kenya         | 30'52"25 |
| 5       | Meseret Defar           | Etiopia       | 30'52"37 |
| 6       | Amy Yoder Begley        | Stati Uniti   | 31'13"78 |
| 7       | Yurika Nakamura         | Giappone      | 31'14"39 |
| 8       | Kimberley Smith         | Nuova Zelanda | 31'21"42 |
| 9       | Kayoko Fukushi          | Giappone      | 31'23"49 |
| 10      | Inês Monteiro           | Portogallo    | 31'25"67 |
| 11      | Florence Jebet Kiplagat | Kenya         | 31'30"85 |
| 12      | Ana Dulce Félix         | Portogallo    | 31'30"90 |
| 13      | Shalane Flanagan        | Stati Uniti   | 31'32"19 |
| 14      | Ana Dias                | Portogallo    | 31'49"91 |
| 15      | Katie McGregor          | Stati Uniti   | 32'18"49 |
| 16      | Yingying Zhang          | Cina          | 32'33"63 |
| 17      | Liliya Shobukhova       | Russia        | 32'42"36 |
| 18      | Yukari Sahaku           | Giappone      | 33'41"17 |
|         | Elvan Abeylegesse       | Turchia       | dnf      |
|         | Mariya Konovalova       | Russia        | dq       |
|         | Kseniya Agafonova       | Russia        | dq       |
|         | Olivera Jevtić          | Serbia        | dns      |